# Berber naptár
A berber naptár az Észak-Afrikában élő berber népek hagyományos naptára. Arab változata is ismert, عجمي ajamī „nem arab”, illetve فلاحي fellāḥī „mezőgazdasági” elnevezéssel. Szerepe a mezőgazdasági munkák idejének a jelzése volt, melyre a csupán holdévben számoló hagyományos muszlim naptár nem volt alkalmas.
A berber naptár Mauritánia római kori hagyatéka, az ősi julián naptár fennmaradt formája, melyet még a Gergely-naptár bevezetése előtt használtak Európában, a keleti keresztény egyházak pedig a mai napig ezt használják. Hónapjainak nevei latin eredetűek.
Voltak másfajta, berber bennszülöttek által használt naptárak is, mint például a Kanári-szigeteken élő guancsoké, de ezekről viszonylag keveset lehet tudni.

## Hónapok

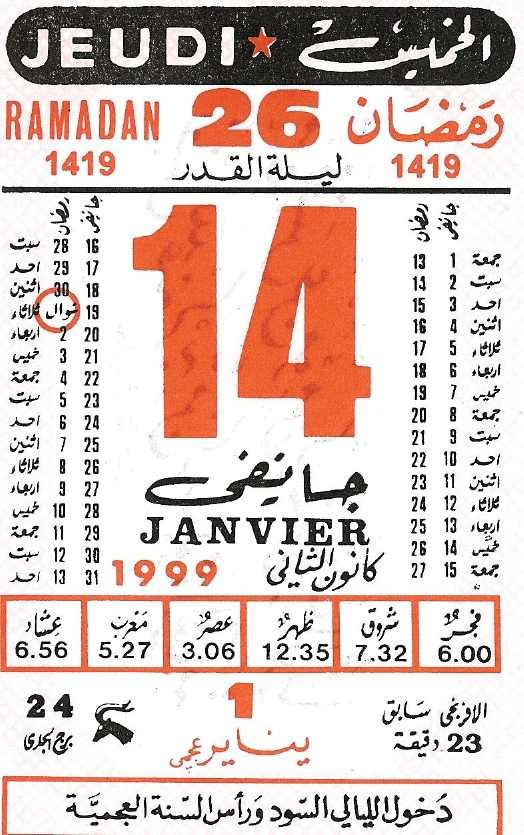
Egy tunéziai naptár lapja, pirossal jelölve az iszlám (fent: 1419. Ramadan 26.), a Gergely (középen: 1999. január 14.), és a berber (lent: Yennayer 1, berber újév) dátumok.

A berber naptár hónapjaira nem alakult ki hivatalos elnevezés. Az alábbi listán először az algériai változat szerepel, a per jel után pedig a marokkói háztartási naptárakban használt, arab nyelvű kéziratokból átírt elnevezés. (Marokkóban ugyanis ezt a nyelvet használták hivatalosan a berber szövegek lejegyzésére). A kiejtés régiónként változott. A hónapnevek magyar (Gergely-naptár szerinti) megfelelőjét zárójelben közöltük:
1. Yennayer / Yennayer (január): január 14-től február 13-ig;
2. Furar / Febrair (február): február 14-től március 13-ig.
3. Meghres / Maris (március): március 14-től április 13-ig;
4. Ibrir / Ibril (április): április 14-től május 13-ig;
5. Mayyu / Mayyu (május): május 14-től június 13-ig.
6. Yunyu / Yunih (június): június 14-től július 13-ig;
7. Yulyu / Yuliuz (július): július 14-től augusztus 13-ig;
8. Ghust vagy Awussu / Ghusht (augusztus) : augusztus 14-től szeptember 13-ig.
9. Shtember / Shutanbir (szeptember): szeptember 14-től október 13-ig;
10. Tuber / Aktubir (október): október 14-től november 13-ig;
11. Wamber / Nuwanbir (november): november 14-től december 13-ig.
12. Jember / Dujanbir (december): december 14-től január 13-ig ;

A berber naptár négy évszakot számol, minden évszak három hónapig tart. A Tagrst (tél) a Jember, a Yennayer és a Furar hónapot, a Tafsut (tavasz) a Meghres, az Ibrir és a Mayyu hónapot, az Ambdu vagy Iwilen (nyár) a Yunyu, a Yulyu és a Ghust, az Amwan (ősz) a Shtember, a Tuber és a Wamber hónapot foglalja magában.

## Újév
Yennayer hónap első napja, a „Yennayer” a berber újév napja. A Gergely-naptárban ez a nap jelenleg január 14-ére esik, 2100-ig. 1800 és 1900 között január 13-ára esett (a berber naptár ugyanis a julián-szabálynak megfelelően 1900-ban is szökőnapot számolt). 1700 és 1800 között pedig január 12-ére. Algériában a berber naptárt nem használók közül is sokan január 13-án vagy az azt megelőző estén ünneplik a Yennayert.
A berber újév a Maghreb-országokban a mezőgazdasági újévet is jelenti, ezért néhány itt élő arab nyelvű törzs is ünnepli ezt a napot. Ezek e törzsek felvettek néhány berber szokást, de a nyelvet nem sajátították el.
Ma a berber újév ünneplését kulturális és politikai okok miatt szorgalmazzák. 2008-ban Líbia hivatalosan is megünnepelte a berber újévet. Líbiai berber aktivisták azt állítják, hogy emögött Kadhafi állt.

## Korszak
1968-ban, egy párizsi székhelyű berberista csoport, (az új-tifinag ábécé megalkotásában is szerepet játszó) Berber Akadémia úgy döntött, létrehoznak egy berber naptár szerinti időszámítást. Kezdeteként az i. e. 10. században élt I. Sesonk egyiptomi fáraó bevonulásának évét jelölték meg. Meggyőződésük szerint a fáraó volt az első közismert berber a történelemben. (Feljegyzések szerint líbiai származású volt). A Berber Akadémia a berber időszámítás nulladik évét i. e. 950-re teszi (ez I. Sesonk bevonulásának feltételezett éve). A kerek szám könnyűvé teszi az átszámítást. A 2000-es év a berber naptár szerint tehát 2950.
A Sesonktól számított korszak nem talált nagy elfogadásra a berberek között. Sokan a megszokott időszámítást akarták folytatni, és nem akartak külön berber időszámítást. Régen a mauritániai időszámítás i. sz. 44-től kezdődött, és egész Észak-Afrikában ez volt az elterjedt, de ez még a berber naptár elterjedése előtt volt.

## Lásd még
- Berberek
- Líbia
- I. Sesonk

## Külső hivatkozások
- - Jose Barrios Garca: Number Systems and Calendars of the Berber Populations of Grand Canaray and Tenerife